# Mönchshaus (Aspach)

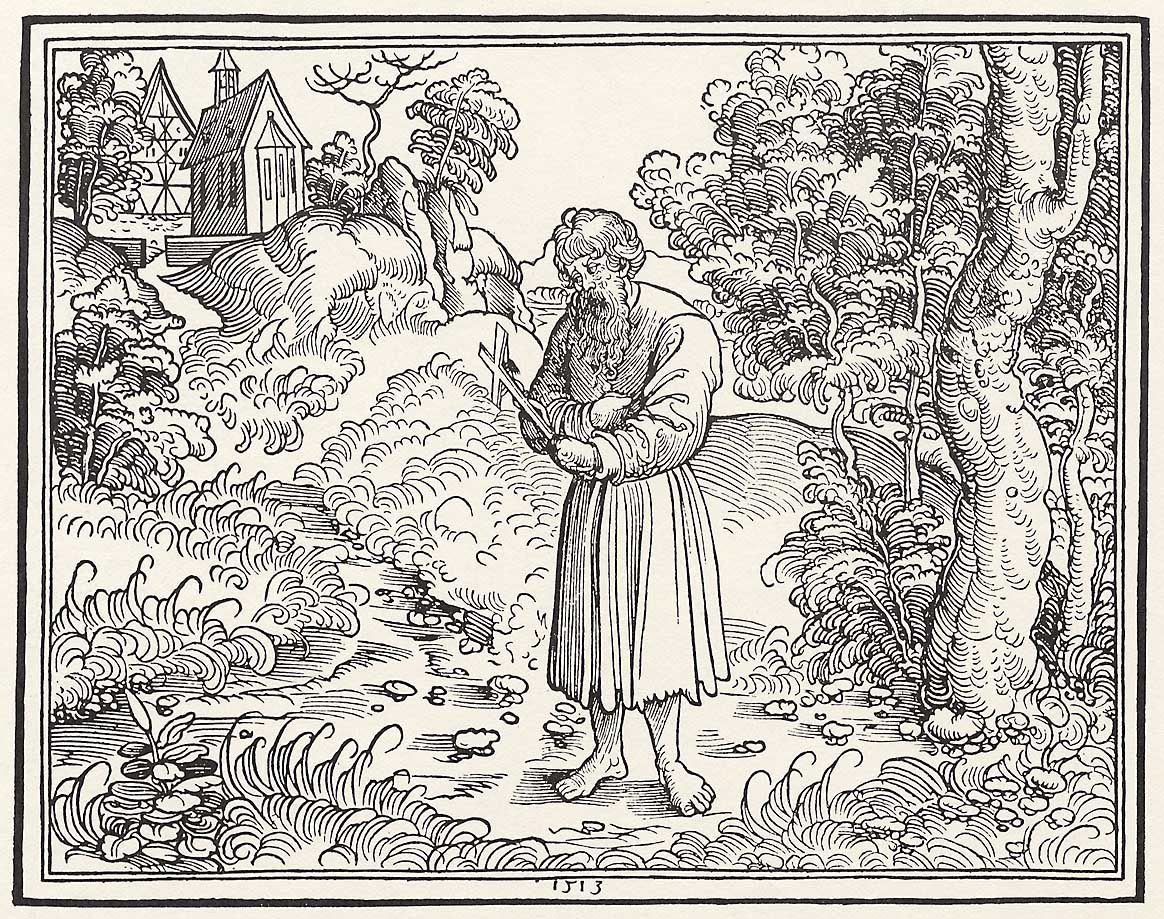
Ein Eremit (von Wolf Traut, 1513)

Mönchshaus ist ein abgegangenes mittelalterliches Kloster bei Rietenau, einem Ortsteil der Gemeinde Aspach im baden-württembergischen Rems-Murr-Kreis. Von dem Bauwerk haben sich oberirdisch keine Überreste erhalten.

## Lage und Geschichte
Im Mittelalter entstand auf einer Lichtung im Wald etwa zwei Kilometer nordöstlich von Rietenau eine Einsiedlerklause, von der sich jedoch keinerlei Urkunden erhalten haben. Noch heute weisen die Flurnamen Heiligental, Mönchsgarten und Mönchsklinge auf die Anwesenheit von Eremiten hin. Ausreichend Wasser lieferte der auch heute noch so genannte Mönchsbrunnen, eine auf der Lichtung entspringende Quelle.